# 20632 Carlyrosser
20632 Carlyrosser è un asteroide della fascia principale. Scoperto nel 1999, presenta un'orbita caratterizzata da un semiasse maggiore pari a 2,4777493 UA e da un'eccentricità di 0,1068809, inclinata di 7,60641° rispetto all'eclittica.